# Otto Grimlund
Otto Bernhard Grimlund, född 30 december 1893 i Malmö, död 15 september 1969 i Stockholm, var en svensk kommunistisk, senare socialdemokratisk politiker. Han var även med och bildade HSB.

## Biografi
Grimlund var son till handskmakaren Wilhelm Nicolaus Grimlund och Carolina Liljegren. Sedan 1917 var han gift med Olga Nilsson. Åren 1903–09 var Grimlund elev vid Malmö högre allmänna läroverk,  och arbetade som fri journalist 1911–17. År 1911 anslöt han sig till den socialdemokratiska ungdomsrörelsen. Mellan 1918–25 var han medlem i den svenska kommunistiska partiledningen, och arbetade under många år för Kommunistiska Internationalen (Komintern) i Moskva. Han var den svensk som tog emot Lenin i Trelleborg i det plomberade tåget på resan genom Sverige mot Petersburg. Han var chef för telegrambyrån Rosta (Ryska telegrambyrån i Stockholm) 1919–20 och redaktionssekreterare för Folkets Dagblad Politiken 1917–29, med avbrott för åren 1920 och 1923–24. Han var även tidningens utrikesredaktör 1923–24. Efter stalinismens framväxt i Sovjetunionen, vilken Grimlund fördömde, flyttade han tillbaka till Sverige och gick 1930 med i Socialdemokratiska arbetarepartiet. Icke desto mindre såg sig han sig själv fortfarande som kommunist.
Grimlund var ledande inom svensk och internationell hyresgäströrelse, och skrev flertal skrifter i fastighetsfrågor. I hans namn utkom 1919 smädeskriften "Mannerheim den blodige" eller "Den vite djävulen"? (1919). Sentida källor uppger dock att finländaren Allan Wallenius var den verklige författaren till denna skrift.
Grimlund var ledamot av Stockholms stadsfullmäktige 1927–31 och innehade även andra kommunala uppdrag. År 1942 blev han godsägare i Klintehamn på Gotland. Otto Grimlund är begravd på Skogskyrkogården i Stockholm.